# My Lyrae
μ Lyrae (My Lyrae, englisch μ Lyr) ist ein Stern fünfter Größe, welcher der Spektralklasse A angehört und etwas mehr als 130 Parsec entfernt ist. Messungen der projizierten Rotationsgeschwindigkeit {\displaystyle v\cdot \sin i} für μ Lyr ergaben Werte im Bereich von rund 200 km/s. Der Stern trägt den historischen Eigennamen Alathfar (aus dem arabischen الأظفر, DMG al-uẓfur ‚Fingernagel, Kralle‘).